# Ercole Miani
Ercole Miani, nome di battaglia "Villa" (Visignano d'Istria, 1893 – Trieste, 2 novembre 1968), è stato un militare e antifascista italiano.

## Biografia
Vicino all'Interventismo di sinistra, allo scoppio della prima guerra mondiale, Miani espatriò dall'Impero austro-ungarico per arruolarsi nel Regio Esercito italiano. Inquadrato prima come soldato nel 2º rgt. Fanteria e poi nel corpo degli Arditi, partecipò alla battaglia della Bainsizza e fu promosso sul campo capitano e decorato varie volte.
Nel dopoguerra, infiammato dal Biennio Rosso, Miani prese parte attivamente a diverse azioni dello squadrismo contro le sedi del Partito Socialista Italiano e fu tra i fondatori del Fascio di Combattimento di Trieste di cui divenne uno dei dirigenti. Prese poi parte all'Impresa di Fiume.
Fu in seguito rimosso dalla dirigenza dei Fasci dopo l'insediamento di Francesco Giunta. Il partito infatti intendeva aprirsi maggiormente alle nuove generazioni e alla borghesia triestina. In seguito Miani divenne un oppositore del fascismo, schierandosi, a partire dal 1929 con Gabriele Foschiatti in Giustizia e Libertà, ma fu subito arrestato. Durante il Ventennio fu tenuto sotto vigilanza dalla polizia.
Dopo il 25 luglio del 1943 è insieme al fratello Michele tra gli organizzatori del Partito d'Azione a Trieste, impedisce che l'antifascismo si coaguli in un gruppo anti-slavo, pur avendo ben chiari i diritti degli italiani, che difende non scendendo a patti per l'annessione di Trieste alla Jugoslavia. Guida le formazioni di Giustizia e Libertà durante l'insurrezione.
Nel 1945 è arrestato dal vicecommissario di polizia Gaetano Collotti, che lo fece torturare anche se poi fu rilasciato per intercessione di personalità del fascismo. In stretto contatto con il prefetto Bruno Coceani, a nome del CLN di Trieste mantenne rapporti con l'amministrazione comunale italiana del podestà Cesare Pagnini per fermare l'occupazione slava della città. La notte tra il 29 e il 30 aprile tutte le truppe tedesche ricevettero l'ordine da Odilo Globočnik di ritirarsi da Trieste per raggiungere Tolmezzo. Coceani informò Miani che era uno dei rappresentanti del CLN il quale il mattino successivo proclamò l'insurrezione. Il CLN, prima dell'ingresso degli slavi, assunse i poteri e Coceani si dimise.
Nel dopoguerra, dopo l'assegnamento della Medaglia di bronzo al valor militare alla memoria di Collotti, Miani rifiutò ogni onorificenza.
Nel 1953 fondò l'Istituto per la storia del movimento di liberazione nel Friuli e nella Venezia Giulia, che diresse fino alla morte.

## Il ricordo
Ad Ercole Miani sono intitolati, a Trieste, una strada ed un Centro studi-Circolo culturale.